# Гьоврен
Гьоврен е село в Южна България. То се намира в община Девин, област Смолян.

## География
Село Гьоврен се намира в Югозападните Родопи на 14 km от гр. Девин и на 52 km от гр. Смолян. Селото има прекрасно южно изложение и е разположено около един от най-големите карстови региони в Родопите. Има изглед към много известни родопски върхове. Над селото е разположен връх „Каба таш“, на който се намира една от най-красивата дестинации за пешеходен, офроуд и селски туризъм. Каба Таш се намира на 1650 m надморска височина. Наблюдава се по-голямата част от Родопите, Пирин, Рила и част от далечните гръцки планини. Село Гьоврен е разположено между двете пещери „Дяволското гърло“ и Ягодинската пещера".

## Икономика
Икономиката на Гьоврен е насочена най-вече към туризма, картофопроизводството, дърводобива и дървообработването. През лятото е застъпено и събирането на диворастящи гъби, билки и плодове (боровинки, малини, къпини, диви ягоди). Селото има стабилна икономика и малка безработица. Съществуват няколко шивашки цеха и ателиета. Текстилните цехове в селото и околността привличат евтина работна ръка, която е в изобилие.

## История
Предполага се, че част от населението на село Гьоврен се отделя и образува днешните села Борино и Грохотно.
Селото влиза в границите на т. нар. Тъмръшка република от 1878 г. Според Българо-турската спогодба през 1886 г. то остава в пределите на Османската империя, но е върнато на България по Букурещкия мирен договор през 1913 г. Селото е опожарено от части на Българската армия през 1913 г., след въстание на местните жители, инспирирано от правителството на т. нар. Гюмюрджинска република.
През 1872 г. в селото има 50 къщи. През 1920 г. в селото живеят 324 души, през 1946 – 516 души, а през 1965 – 735 души.
В документ от главното мюфтийство в Истанбул, изброяващ вакъфите в Княжество България, допринасяли в полза на ислямските религиозни, образователни и благотворителни институции в периода 16 век – 1920 г., съставен в периода от 15.09.1920 до 03.09.1921 г., като вакъфско село се споменава и Гьоврен (Gökviran).
В Гьоврен също е провеждан така нареченият възродителен процес, началото на който се поставя през декември 1975 г. и продължава до началото на 1990 г. Въпреки опитите за насилствено разделение на етносите толерантността се запазва.

## Религии
Населението е изцяло съставено от мюсюлманска общност. Като има едно семейство, които са християни.

## Население
Говорим език е турски и български език.

## Кметство село Гьоврен – кмет Снежана Чавдарова;
- Основно училище „П. К. Яворов“ – директор Ася Имамска;
- Детска градина „Радост“ – директор Руфие Шанова;
- Народно читалище „Светлина“ с фолклорен танцов ансамбъл с ръководител  Невен Устов;
- Мюсюлманско джамийско настоятелство с централна джамия в селото и историческа джамия по пътя Тешел – Триград.

## Културни и природни забележителности
Природна забележителност в местността „Каба таш“ е „Вълчи Камък“.

## Редовни събития
- През годината се честват различни празници, най-значими от тях са двата байрама, които се празнуват на селския площад.

- Денят Ашура, приготвяне на ашуре и раздаване на близки и съседи.

- Официален празник на селото е 1 юни. Всяка година се организира футболно първенство и други спортни мероприятия, в които участват различни отбори от студенти, фирми, училището и джамийското настоятелство.